# VästerboontheNews
VästerboontheNews, född 28 maj 2008 i Heby i Uppsala län, är en svensk varmblodig travhäst. Sedan 2017 tränas han av Lars Brindeborg, verksam vid Halmstadtravet. Han har tidigare tränats av Svante Båth (2011), Petri Puro (2012–2015) och Patrik Södervall (2015–2017).
VästerboontheNews började tävla i mars 2011 och tog första segern redan i debutloppet. Han har till februari 2020 sprungit in 5,9 miljoner kronor på 118 starter varav 34 segrar, 24 andraplatser och 10 tredjeplatser. Han har tagit karriärens hittills största seger i Gulddivisionens final (nov 2017). Bland andra stora segrar räknas Klass I-final (dec 2013), Silverdivisionens final (feb 2015) och HallandsMästaren (2014, 2017).
Han har även kommit på andraplats i Svenskt Mästerskap (2017), C.L. Müllers Memorial (2017) och Gulddivisionens final (feb 2020) samt på tredjeplats i Svenskt Mästerskap (2016) och Gulddivisionens final (dec 2018).

## Namnet en hyllning till mamman
Han är döpt till VästerboontheNews eftersom hans mor Sandra Dime avled några timmar efter att hon fölat. Uppfödare Michael Demmers vid Västerbo Stuteri AB döpte avkomman till VästerboontheNews eftersom det "stod överallt" i nyhetsmedia att stoet hade dött.